# جرائم سازمان‌یافته
جرایم سازمان‌یافته یا سازمان‌های تبهکار در زمره جرایم مرتبط با گروه‌های فراملی، ملی یا محلی است که توسط جنایتکاران از طریق شرکت‌های بسیار متمرکز اداره می‌شود. قصد این جنایتکاران از وارد شدن به چنین فعالیت‌های غیرقانونی، کسب پول و منفعت است. برخی از سازمان‌های جنایی مردم را مجبور به کسب و کار با خودشان می‌کنند به اینصورت که این باندها از مغازه داران برای به اصطلاح حفاظت پول اخاذی می‌کنند. این باندها ممکن است که تا حدودی منظم کار کنند تا سازمان یافته تلقی شوند.
همچنین، یک سازمان جنایی یا یک باند می‌تواند به عنوان یک مافیا، باند اوباش یا سندیکای جنایت عمل کند. جامعه شناسان اروپایی مانند دیه‌گو گامبتا مافیا را به عنوان یک گروه سازمان یافته جنایتکار تعریف می‌کند که در ارائه حفاظت غیرقانونی و اقدامات شبه قانون به صورت حرفه‌ای عمل می‌کند. اثر کلاسیک گامبتا بر روی مافیای سیسیل، مطالعه اقتصادی بر روی مافیا را به وجود آورد. این مطالعه، تأثیر زیادی بر روی مطالعات مافیای روسیه، مافیای چین، تثلیث هنگ کنگ و یاکوزای ژاپن داشت.

## سایر سازمان‌ها
کشورها، ارتش‌ها، نیروهای پلیس، و شرکت‌ها ـ ممکن است برخی اوقات برای به اجرا درآوردن کارهای خود، انواع جرائم سازمان یافته را بکار بگیرند. اما قدرت آنها، مانند موسسات اجتماعی رسمی، تابع وضعیت قانونی آن‌ها می‌باشد.
گرایشی وجود دارد که جرائم سازمان یافته از انواع جرائم دیگر، مانند …، جرائم مالی، جرائم سیاسی، جرائم جنگی، جرائم دولتی و خیانت به کشور متمایز شود. این تمایز همیشه آشکار نیست و متخصصین حول این موضوع به بحث و مناقشه ادامه می‌دهند. به عنوان مثال، در کشورهایی که در زمینه تعلیم و تربیت، امنیت، یا نوع حکومت (عمدتاً به دلیل خشونت افسارگسیخته یا فقر شدید)، جرائم سازمان یافته، نوع حکومت و جنگ، قادر به انجام وظایف پایه ای نیستند، این موارد در برخی اوقات مکمل یکدیگر می‌شوند.
واژه «اولیگارشی» برای توصیف کشورهای دمکراتیکی بکار گرفته می‌شود که سازمان‌های سیاسی، اجتماعی و اقتصادی آن‌ها در کنترل چند خانواده است و از الیگارشی تجاری برخوردار هستند. در ایالات متحده، قانون کنترل جرایم سازمان یافته (۱۹۷۰) جرم سازمان یافته را به عنوان «فعالیت‌های غیرقانونی بسیار سازمان یافته و یک جامعه منظم» تعریف می‌کند. فعالیت جنایی به عنوان یک فرایند ساختاری، به اخاذی همراه با تهدید دلالت می‌کند. در بریتانیا، پلیس تخمین می‌زند که جرائم سازمان یافته ۳۸ هزار نفر از مردم را بخود مشغول کرده که در ۶ هزار گروه مختلف کار می‌کنند. به دلیل افزایش خشونت در جنگ مواد مخدر مکزیک، گزارشی از سوی وزارت دادگستری ایالات متحده تهیه شده که در این گزارش، کارتل‌های مواد مخدر مکزیک به عنوان بزرگ‌ترین تهدید جرائم سازمان یافته در ایالات متحده توصیف شده‌است. .